# Brug 865
Brug 865 is een vaste voetgangersbrug in Amsterdam-Zuid.
De brug werd aangelegd in het kader van het project Vivaldi in het totaalproject Zuidas. De brug is gelegen over de De Boelegracht een gracht die de afwatering moet verzorgen in een verder versteend bebouwd gebied. De brug vormt de verbinding tussen De Boelelaan en het eerste pand daaraan; het Holiday Inn De Boelelaan 2. Tot 2007 lag er aan de zuid- en oostzijde van het hotel een vijver die samen met de Spoorslagsloot diende voor opvang van overtollig water. Door verdere verstening van het gebied was een grotere bassin nodig. Dit werd bereikt door in fasen de De Boelegracht te graven, eerst van de Europaboulevard tot aan de Tomasso Albinonistraat. Daarmee zou het hotel beroofd worden van haar direct toegang van voetgangers. Om gasten een directe verbinding van en naar de De Boelelaan, een belangrijke verkeersweg hier, te geven werd brug 865 gebouwd. 
Het werd een atypische brug. De brug heeft de vorm van een welfbrug, waarbij de welving hoekig is uitgevoerd. Aan de westzijde heeft de brug in het midden een knik; aan de oostzijde is ook in hoekige vorm een zitje annex balkon geplaatst, dat ook weer wijkt van een "rechte" brug. De borstweringen en balustraden zijn bekleed met gezaagde straatklinkers, die in drie kleuren variëren van rood naar bruin, ook de texturen kennen twee varianten. De bovenlagen van de borstweringen/balustraden zijn eveneens enigszins schuin geplaatst hellend naar het westen toe.
De brug wordt door hun ontwerpers Karres en Brands omschreven als monolithisch.
Opvallend voor 2007 is het brugnummer 865. Brug 864 en brug 866 dateren beide uit 1977/1978.

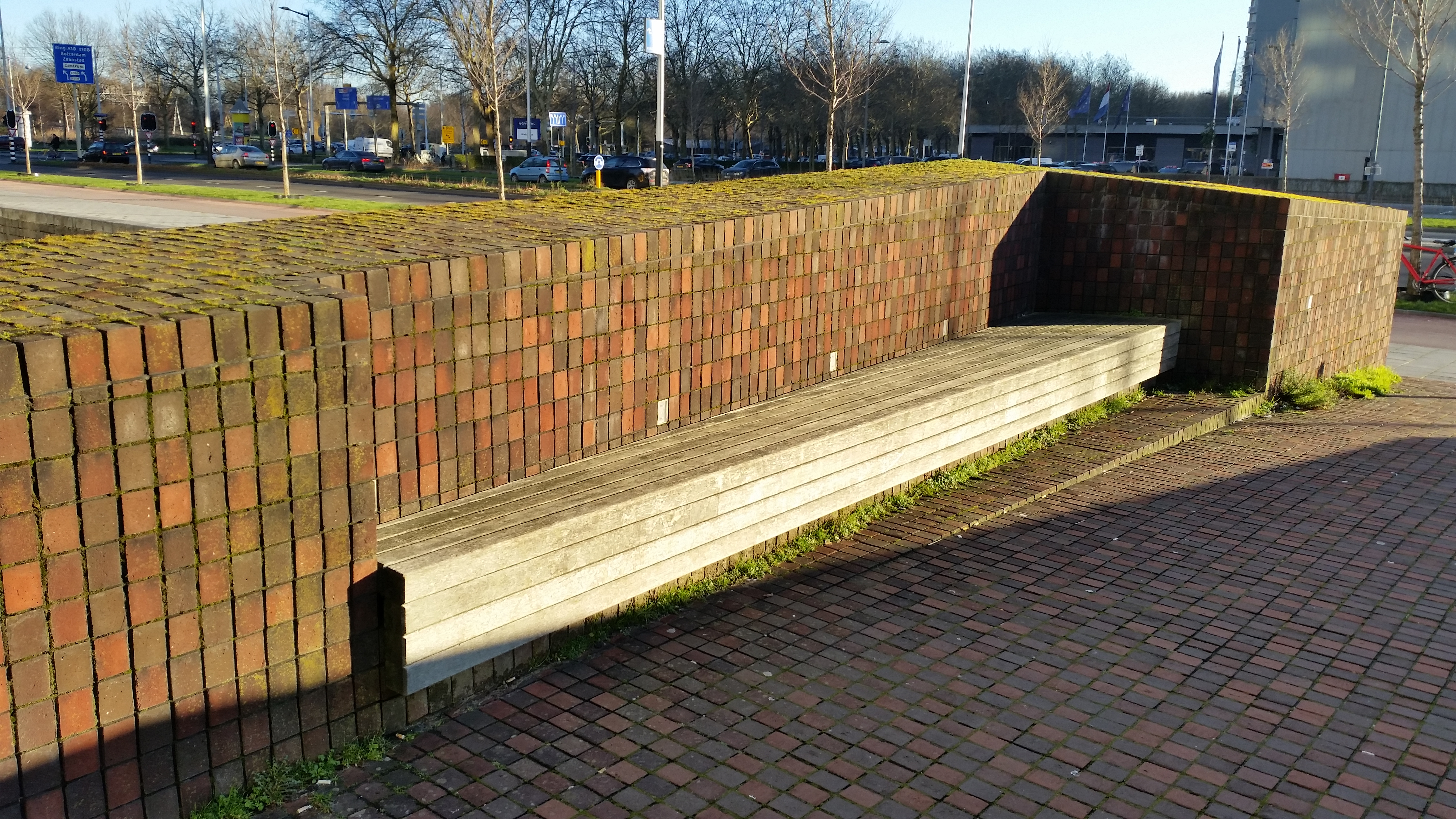
Brug 865, zitje annex balkon (januari 2019)

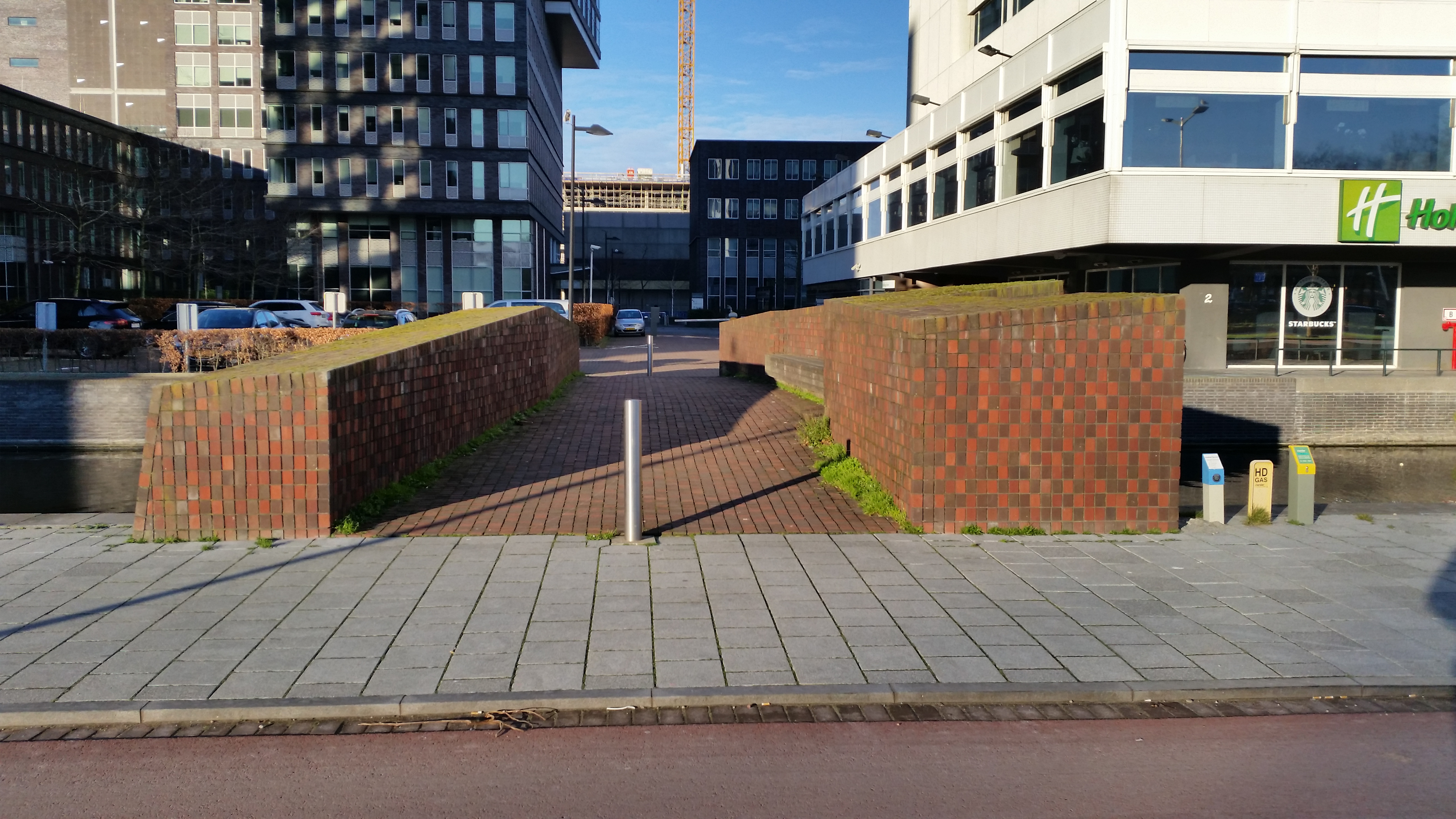
Brug 865, overzichtsfoto (januari 2019)

<<< · 801 · 802 · 803 · 804 · 805 · 808 · 811 · 812 · 813 · 814 · 815 · 816 · 817 · 818 · 819 · 820 · 821 · 822 · 823 · 824 · 825 · 826 · 827 · 828 · 829 · 830 · 831 · 832 · 833 · 834 · 835 · 836 · 837 · 838 · 839 · 840 · 841 · 842 · 844 · 845 · 846 · 848 · 849 · 850 ·  854 · 856 · 857 · 858 · 859 · 860 · 863 · 864 · 865 · 866 · 867 · 868 · 869 · 870 · 871 · 872 · 873 · 875 · 876 · 877 · 889 · 890 · 891 · 892 · 893 · 895 · 896 · 897 · 898 · 899 · >>>
Brugnummers 800, 806, 807, 809, 810, 843 (gesloopt, Uilenstede, Amstelveen), 847 (Uilenstede, Amstelveen) , 851 (gesloopt, Dirk Sterenberg), 852 (gesloopt, Dirk Sterenberg), 853 (gesloopt, Dirk Sterenberg), 855, 861, 862, 874, 878, 879, 880, 881, 882, 883, 884, 885, 886, 887, 888, 894 zijn niet (meer) vergeven.